# Charmois (Territori de Belfort)
Charmois és un municipi francès, es troba al departament del Territori de Belfort i a la regió de Borgonya - Franc Comtat. L'any 2007 tenia 289 habitants.

## Geografia
Es troba a la riva dreta de la Bourbeuse, a 11 km de Belfort, capital del département.

## Demografia
| 1962 | 1968 | 1975 | 1982 | 1990 | 1999 | 2007 |
| ---- | ---- | ---- | ---- | ---- | ---- | ---- |
| 116  | 121  | 115  | 203  | 227  | 261  | 289  |